# Секретные комитеты
Секре́тные комите́ты — временные высшие совещательные органы, существовавшие в Российской империи в середине XIX века.
Секретные комитеты образовывались императором Николаем I для обсуждения проектов преобразований, к осознанию необходимости которых правительство подтолкнули, в том числе, Восстание декабристов в 1825 году и крестьянские волнения 1820—30-х годов. В условиях нарастающего кризиса крепостнической системы первостепенной задачей власти стало упрочение феодально-самодержавного строя путём частичных реформ — таким образом, упор в работе комитетов был сделан на крестьянский вопрос. Деятельность ряда секретных комитетов явилась своеобразной подготовкой самодержавия к отмене крепостного права.
Первым был создан «Комитет 6 декабря 1826 года», просуществовавший до 1832 года. Комитет пытался выработать общий план государственных преобразований и таким образом, имел программное значение для всех последующих. Среди прочих здесь рассматривались проекты личного освобождения крестьян и запрет отчуждать их без земли. За четыре года регулярных заседаний комитет подготовил два серьёзных проекта — проект по изменению Табели о рангах и проект административной реформы, на основе его деятельности были утверждены узаконения о дворянских обществах (1831) и почётных гражданах (1832). Главой комитета был председатель Государственного совета граф В. П. Кочубей, правителями дел комитета были назначены Д. Н. Блудов и Д. В. Дашков. В работе комитета активно участвовал М. М. Сперанский, среди его членов были также П. А. Толстой, И. В. Васильчиков, И. И. Дибич, А. Н. Голицын.
Комитет, созданный в марте 1835 года, разработал план постепенного уничтожения крепостного права с полным обезземелением крестьянства. Этот план не был реализован, однако комитет подготовил реформу государственных крестьян.
Секретный комитет, функционировавший в 1839—42 годах, обсуждал проект П. Д. Киселёва о введении инвентарей. Результатом деятельности этого комитета явился закон 1842 года об обязанных крестьянах. В 1840 и 1844 годах обсуждался вопрос о дворовых крестьянах — в итоге указом от 1844 года помещикам было дозволено отпускать дворовых на волю без земли.
В 1846, 1847 и 1848 годах в секретном комитете обсуждались частные вопросы положения крестьян.
Также периодически создавались ведомственные и отраслевые секретные комитеты. К примеру, в 1840—43 годах действовало шесть финансовых секретных комитетов. В 1848 году были созданы «Меншиковский комитет» и «Комитет 2 апреля» (действовал до 1855 года), занимавшиеся вопросами цензуры. «Секретный комитет о раскольниках и отступниках» (1825—1859) и «Секретный комитет высшей церковной цензуры» (1851—1860) занимались религиозными вопросами и действовали совместно с Синодом.
Последний секретный комитет был созван 3 января 1857 года для разработки мер по отмене крепостного права. Его председателем был император Александр II. В конце 1857 года император особыми рескриптами разрешил дворянству ряда губерний приступить к составлению проектов «Об устройстве и улучшении быта помещичьих крестьян». Публикация этих рескриптов предала гласности проект отмены крепостного права и подготовку крестьянских реформ. В начале 1858 года этот секретный комитет был преобразован в Главный комитет по крестьянскому делу.